# Île Pickwick
Pour les articles homonymes, voir Pickwick.
L'île Pickwick est une île de l'Antarctique, une des îles Biscoe.

## Géographie
Elle s'étend en direction sud-ouest/nord-est sur 9,45 km de longueur pour une largeur d'environ 4,5 km. Entièrement recouverte par la glace et la neige, elle est séparée de l'île Renaud au sud-ouest par le Mraka Sound et est bordée au nord-est par la baie Misionis.

## Histoire
L'expédition British Graham Land (1934-1937) l'a cartographiée. En 1959 le UK Antarctic Place-Names Committee lui a donné le nom de Samuel Pickwick (en) des Papiers posthumes du Pickwick Club de Charles Dickens.